# Miranda Bailey
Miranda Bailey es un personaje de ficción de la serie de televisión estadounidense Grey's Anatomy de la cadena ABC en donde se desempeña como cirujana general. El personaje fue creado por la creadora y productora de la serie Shonda Rhimes, y ha sido interpretado por la actriz Chandra Wilson, que ganó un Premio del Sindicato de Actores por su papel en 2007 y fue nominada a los Premios Emmy como mejor actriz de reparto el mismo año.
Introducida como residente de cirugía general en el Seattle Grace Hospital, Bailey se abrió camino hasta el nivel de médico tratante y termina siendo Jefa de Cirugía. Su relación con los cinco internos de cirugía que tiene a su cargo -Meredith Gray (Ellen Pompeo), Cristina Yang (Sandra Oh), Izzie Stevens (Katherine Heigl), George O'Malley (TR Knight) y Alex Karev (Justin Chambers)- es un punto focal al inicio de la serie.

## Historia
Miranda Bailey, graduada del Wellesley College, es una jefa de cirugía en el Grey Sloan Memorial hospital anteriormente a cargo de cinco internos. Sus colegas anteriormente se referian a ella como "La Nazi" a causa de su difícil personalidad y actitud tajante. Aunque a menudo es dura con los internos, ha demostrado proporcionar apoyo y asesoramiento cuando lo necesitan. Se casó con Tucker Jones (Cress Williams) en 1995.
Su hijo, William "Tuck" George Bailey Jones, nació el mismo día que una bomba explotaba en el Seattle Grace, mientras su marido estaba en cirugía con el doctor Derek Shepherd, y después de haber chocado su automóvil en el camino hacia el hospital en el capítulo "Es el fin del mundo tal como lo conocemos", recopilación de dos episodios. George O'Malley la ayudó en el parto de su hijo, y por ello lo nombra George. 
Al final de la segunda temporada e inicio de la tercera, Miranda consideró el convertirse en madre y continuar su carrera como cirujana
. Su condición de personal de confianza fue puesto en duda cuando Izzie Stevens cortó el cable LVAD de Denny Duquette y este posteriormente falleció tras su trasplante de corazón; Miranda consideró que ella no tenía control de sus internos, y que el incidente por ello era culpa suya. Fue criticada por los acontecimientos en el capítulo "Oh, la culpa", cuando un colega le cuestiona directamente sobre su carrera y la maternidad. El Dr. Richard Webber, Jefe de Cirugía, la consuela diciendo "Los criaste como bebés, y algunos de ellos resultan como tú". Desilusionada por lo poco que puede ayudar a los pacientes como una cirujana, decidió abrir una clínica gratuita en el Seattle Grace Hospital en la temporada 3. Enfrentó dificultades para obtener el apoyo de los cirujanos, pero después de hablar con el Jefe, logró obtener su acuerdo para trabajar y abrir la clínica allí. La "Clínica en memoria de Denny Duquette" fue abierta con la herencia que Izzie recibió de Denny Duquette. Miranda compitió para el cargo de Jefa de Residentes, pero en el último episodio de la tercera temporada, la doctora Callie Torres obtiene el puesto por una petición del Dr. Richard Webber; sin embargo, este le indicó que podría convertirse en Jefa de Cirugía en unos pocos años. 
En la cuarta temporada, Miranda decidió que Callie tendría que ser la "número dos" porque Torres carecía de talento para su puesto como Jefa de Residentes. El Dr. Webber vio a Miranda haciendo el trabajo de Torres, además de delegar excepcionalmente bien y finalmente se dio cuenta de que merecía el puesto. Despidió a Torres del puesto y le dijo a Miranda que cometió un error al no darle el trabajo desde el principio y se disculpó por haberla tomado como una inútil.                                                                                          Miranda se da cuenta de que la cirugía general le ha aburrido un poco y tal vez necesita un cambio de especialidad. Se sintió atraída por la cirugía pediátrica después de trabajar en varios casos pediátricos y en estrecha colaboración con Arizona Robbins, un cirujano pediátrico, quien la convence de solicitar una beca pediátrica. El Dr. Webber, que le había enseñado cirugía general y anteriormente le había ofrecido un puesto como cirujano asistente, no está feliz con la decisión de Miranda de abandonar la especialidad para la que la entrenó y la desalienta en cada oportunidad, dándole una carta de recomendación poco inspiradora y comprando un robot quirúrgico para atraerla de regreso a cirugía general. Finalmente, Miranda decide seguir con su carrera en cirugía general después de que su esposo la amenaza con divorciarse si acepta la beca. Ella acepta el puesto de cirujana general asistente y se divorcia de su esposo por presentarle el ultimátum, afirmando que no tendrá tiempo para aprender una nueva especialidad como madre soltera. Cuando a Izzie Stevens le diagnostican un cáncer que tiene una tasa de supervivencia del 5 %, Miranda la apoya durante sus rondas de quimioterapia y tratamientos contra el cáncer.
Durante la cuarta temporada Miranda ayudó a salvar la vida de un paramédico racista. Al terminar la cirugía y cerrar su estómago, comenta a George que la incisión tendrá que ser alineada mejor, por lo que tuvo que dejar casi irreconocible el tatuaje de una cruz gamada que llevaba el paciente en su estómago. Durante la cirugía declaró que "no quería que la llamaran nazi nunca más".
En la quinta temporada Miranda es la encargada de llevar a cabo el proceso «dominó», en la que cada cirugía se conectaba con la anterior. Además, recibe más poder por parte del Dr. Webber, el Jefe, por lo que es elegida por este mismo para operar un tumor inoperable de una niña. Al final de la temporada, Miranda sufre por dos pacientes que se encuentran en estado crítico, quienes fueron anteriormente sus internos.
Ella está en la búsqueda de una nueva especialidad como es la pediatría pero con los trámites de su divorcio esto no se hace posible.
En la sexta temporada Miranda debe enfrentar a su padre en el día de acción de gracias, quien dice estar decepcionado de ella al divorciarse de Tucker. Sin embargo,a pesar de someterse a sus reproches en un principio, Bailey lo enfrenta en la cena de acción de gracias frente a sus colegas del Seattle Grace, diciendo «Yo soy feliz, y tengo un hijo sano». Ella comienza una relación con un anestesiólogo de Mercy West, Ben Warren (Jason George), quien se unió al personal luego de la fusión entre Seattle Grace y Mercy West. Sobre el final de la temporada, un hombre armado ingresa al hospital, creyendo que el personal le había fallado a su esposa. Le dispara a varias personas, incluido el residente Charles Percy. Debido a una orden de cerrar los ascensores, la Dra. Bailey no puede llevar a Charles a un quirófano para realizar la cirugía que necesita. Charles muere en el regazo de Miranda. Mientras Miranda lo consuela, Charles dice: "Tú [Bailey] siempre fuiste mi favorita, pensé que deberías saberlo".
En la novena temporada se casa con Ben Warren. En esta temporada, Miranda tiene una crisis al creer que ella era portadora de una bacteria que había matado a tres pacientes a causa de infecciones posoperatorias. Cuando la junta directiva del hospital y los agentes del CDC ingresan en alerta, Bailey se encierra en su laboratorio para tomar muestras propias. Finalmente, al cesar la investigación, el CDC declara que la bacteria, a pesar de que la portaba Miranda Bailey no hubiera representado un peligro si no fuera por los guantes de látex que se usaban en las cirugías, pertenecientes a los insumos, cuando Pegasus dirigía el hospital en tiempos de bancarrota, los que presentaron en el peritaje una fuga al ser de material de peor calidad. A pesar de haber sido absuelta de irregularidades, después de la investigación, Miranda evita a todos por un tiempo, porque siente que está sucia y contaminada. Ella culpa sobre todo al Dr. Webber por abandonarla y lo evita por completo. 
En la decimotercera temporada se convierte en la nueva jefa del departamento de cirugías del hospital Memorial Grey-Sloan, realizando cambios que pueden afectar a sus colegas, al final de la temporada después de tener roces con su compañero/amigo Richard Webber y la esposa de este, terminando la temporada con una gran explosión de su hospital. Más tarde en la temporada sufre de un infarto luego de sufrir mucho estrés por su puesto, también por el hecho de que su esposo Ben se haya unido al equipo de bomberos de Seattle. Ella es operada exitosamente en otro hospital de Seattle por Margarita Pierce, de la mano de su mejor amigo Richard Webber. 
En la decimosexta resulta embarazada pero tiempo después pierde a su bebé. En la siguiente temporada, mientras el hospital Grey-Sloan trata a pacientes con COVID-19, Miranda se siente culpable porque acaba de mudar a sus padres a un hogar de ancianos local. Su culpa se incrementa después de que su madre es hospitalizada con el virus. Miranda le canta a su madre mientras sucumbe a la enfermedad y decide volver al trabajo poco después, resistiendo los intentos de Richard y Jackson de convencerla de que se tome un tiempo personal.

## Recepción
Un crítico de televisión de USA Today escribió en 2006 que los votantes de los Emmy podrían considerar a Chandra Wilson porque agrega "calidez y humor a Miranda sin hacer que se vuelva blanda". Al revisar la cuarta temporada del programa, Patrick Luce de Monsters and Critics encontró a Miranda "uno de los personajes más interesantes para ver" ya que "tuvo que lidiar con perder un ascenso con la Dra. Torres de Sara Ramírez; su propio problema matrimonial; y el estrés continuo de equilibrar ser madre y ser médico". También agradeció el hecho de que el público pudo ver "un lado más suave" de ella mientras mantenía "toda la sátira mordaz y el sarcasmo que hicieron grande al personaje". La crítica de Los Angeles Times, Carina MacKenzie, dio la bienvenida al "coqueteo" de Miranda con Ben porque fue "agradable ver su lado divertido y coqueto" presentado con un poco de humor después del deterioro de su relación con su exesposo Tucker. Margaret Lyons, de la revista New York, se mostró feliz con la evolución de la amistad de Miranda y Callie en la primera mitad de la novena temporada, calificándola de "el único punto positivo": "Bromean, se burlan, ofrecen sabios consejos de amor a la una la otra, ahora que ambos están en su segundo matrimonio".